# 랠프 네이더
랠프 네이더(Ralph Nader, 1934년 2월 27일 ~ )는 미국의 변호사, 저술가, 연사, 정치인이다.
코네티컷주 출신이며, 길버트 스쿨을 졸업한 후 1951년에 프린스턴 대학교에 진학하여 1955년 마그나 쿰 라우데급의 우수한 성적으로 졸업하고, 하버드 로스쿨에 진학하여 1958년에 법학 박사 학위 취득 후 변호사 자격을 얻었다. 1960년대에 소비자 보호 운동을 주도하는 변호사로 유명해졌다. 여러 대기업과 정부의 부정을 고발하여 많은 성과를 올렸다. 그 후 정계에 진출하여 미국 대통령 선거에 총 네 차례 출마하였으며(1992,1996,2000,2004), 2008년 미국 대통령 선거에도 출마의 뜻을 밝혔다. 1992년에는 민주당 소속으로 출마를 시도했으나, 후보로 선출되지 못했다. 그 후 그는 미국 녹색당으로 옮겨 1996년 선거에 출마하였다. 2000년 선거에서 그는 이전보다 큰 주목을 받게 되었으며, 그는 이 선거에서 전국 유효 투표의 2.7%를 얻어 미국에서 제3당으로는 상당히 높은 득표율을 기록하였다. 박빙으로 펼쳐진 선거에서 그의 표는 민주당 성향의 진보표를 상당히 잠식한 것으로 분석되었고, 그로 인하여 그의 출마는 2000년 미국 대통령 선거에서 많은 논쟁을 불러 일으켰다. 특히 불과 수천표차이로 재검표까지 실시했던 플로리다주에서 랠프 네이더가 수만 표를 얻어 결과적으로 민주당 지지자들로부터 부시 당선의 일등공신, 선거훼방꾼이라는 비난을 듣기도 하였다. 2004년에는 무소속으로 출마하였고, 개혁당의 지지를 받았으나, 전국적으로 0.38%의 지지를 얻는 데 그쳤다. 2008년 다섯 번째 대선 출마의사를 밝혔으며 이에 대해 민주당의 힐러리와 오바마는 그의 출마를 비난하고 나섰으나, 공화당의 경선주자로 나선 마이크 허커비 전 아칸소 주지사는 환영의 뜻을 밝히고 있다.

## 학력
- 1947년 ~ 1951년 : 길버트 스쿨 (졸업)
- 1951년 ~ 1955년 : 프린스턴 대학교 (학사)
- 1955년 ~ 1958년 : 하버드 대학교 로스쿨 (박사)

## 역대 선거 결과
| 선거명      | 직책명        | 대수 | 정당         | 득표율 | 득표수 (선거인단) | 결과 | 당락 |
| ----------- | ------------- | ---- | ------------ | ------ | ----------------- | ---- | ---- |
| 1996년 선거 | 미국의 대통령 | 42대 | 미국 녹색당  | 0.71%  | 685,128표 (0명)   | 4위  | 낙선 |
| 2000년 선거 | 미국의 대통령 | 43대 | 미국 녹색당  | 2.74%  | 2,882,955표 (0명) | 3위  | 낙선 |
| 2004년 선거 | 미국의 대통령 | 43대 | 개혁당       | 0.38%  | 465,650표 (0명)   | 4위  | 낙선 |
| 2008년 선거 | 미국의 대통령 | 44대 | 평화와자유당 | 0.56%  | 738,475표 (0명)   | 3위  | 낙선 |